# Bud Jamison
Bud Jamison (15 de fevereiro de 1894 – 30 de setembro de 1944) foi um ator norte-americano da era do cinema mudo. Ele apareceu em 450 filmes entre 1915 e 1944.

## Filmografia parcial
- A Night Out (1915)
- His Regeneration (1915)
- Burlesque on Carmen (1915)
- Shanghaied (1915)
- The Champion (1915)
- A Jitney Elopement (1915)
- Luke, Crystal Gazer (1916)
- Lonesome Luke's Wild Women (1917)
- Swing Your Partners (1918)
- Ticket to Paradise (1936)